# Tenterhooks Crevasses
Die Tenterhooks Crevasses (englisch für Spannhakengletscherspalten) sind ein großes System aus Gletscherspalten inmitten des Rennick-Gletschers im ostantarktischen Viktorialand. Sie liegen zwischen der Morozumi Range der Usarp Mountains und der Lanterman Range der Bowers Mountains.
Wissenschaftlern einer von 1963 bis 1964 durchgeführten Kampagne im Rahmen der New Zealand Geological Survey Antarctic Expedition, denen die Durchquerung des südlichen Teils  dieses Gletscherspaltensystems gelang, nahmen die Benennung vor.